# Função aditiva
Em teoria dos números, uma função aditiva é uma função aritmética f(n) de inteiros positivos n de tal modo que sempre que a e b são coprimos, a imagem de seu produto é a soma de suas imagens:
f(ab) = f(a) + f(b).

## Aditividade completa
Uma função aditiva f(n) é dita completamente aditiva se f(ab) = f(a) + f(b) vale para quaisquer inteiros positivos a e b, mesmo quando não são coprimos. Uma função completamente aditiva também é denominada totalmente aditiva, em analogia à funções totalmente multiplicativas. Se f é uma função completamente aditiva, então f(1) = 0.
Toda função completamente aditiva é aditiva, mas não vice-versa.

## Exemplos
Exemplo de funções aritméticas completamente aditivas:
- A função logarítmica restrita a {\displaystyle \mathbb {N} }.
- A multiplicidade de um fator primo p em n, é o maior expoente m tal que pm divide n.
- a0(n) - a soma dos primos que dividem n contando fatores repetidos, algumas vezes é chamada sopfr(n) (em inglês sum of the prime numbers that divide repeated factors), a potência de n ou o logaritmo inteiro de n (sequência A001414 na OEIS). Por exemplo:
a0(4) = 2 + 2 = 4
a0(20) =  a0(22 · 5) = 2 + 2+ 5 = 9
a0(27) = 3 + 3 + 3 = 9
a0(144) = a0(24 · 32) = a0(24) + a0(32) = 8 + 6 = 14
a0(2,000) = a0(24 · 53) = a0(24) + a0(53) = 8 + 15 = 23
a0(2,003) = 2003
a0(54,032,858,972,279) = 1240658
a0(54,032,858,972,302) = 1780417
a0(20,802,650,704,327,415) = 1240681
- A função Ω(n), definida como o número total de todos os fatores primos, mesmo repetidos de n, por vezes chamada de "Função Grande Ômega" (sequência A001222 na OEIS) (não confundir com a Ômega ligada à  notação de infinitude Grande-O). Por exemplo:
Ω(1) = 0, pois 1 não possui fatores primos
Ω(4) = 2
Ω(16) = Ω(2·2·2·2) = 4
Ω(20) = Ω(2·2·5) = 3
Ω(27) = Ω(3·3·3) = 3
Ω(144) = Ω(24 · 32) = Ω(24) + Ω(32) = 4 + 2 = 6
Ω(2,000) = Ω(24 · 53) = Ω(24) + Ω(53) = 4 + 3 = 7
Ω(2,001) = 3
Ω(2,002) = 4
Ω(2,003) = 1
Ω(54,032,858,972,279) = 3
Ω(54,032,858,972,302) = 6
Ω(20,802,650,704,327,415) = 7

Exemplo de funções aritméticas que são aditivas mas que não são completamente aditivas:
- ω(n), definida como o número total de diferentes fatores primos de n (sequência A001221 na OEIS). (não confundir com a Ômega ligada à  notação de infinitude Pequeno-O) Por exemplo:
ω(4) = 1
ω(16) = ω(24) = 1
ω(20) = ω(22 · 5) = 2
ω(27) = ω(33) = 1
ω(144) = ω(24 · 32) = ω(24) + ω(32) = 1 + 1 = 2
ω(2,000) = ω(24 · 53) = ω(24) + ω(53) = 1 + 1 = 2
ω(2,001) = 3
ω(2,002) = 4
ω(2,003) = 1
ω(54,032,858,972,279) = 3
ω(54,032,858,972,302) = 5
ω(20,802,650,704,327,415) = 5
- a1(n) - soma de fatores primos distintos que dividem n, por vezes chamada de sopf(n) (sequência A008472 na OEIS) (em inglês sum of the distinct primes). Por exemplo:
a1(1) = 0
a1(4) = 2
a1(20) = 2 + 5 = 7
a1(27) = 3
a1(144) = a1(24 · 32) = a1(24) + a1(32) = 2 + 3 = 5
a1(2,000) = a1(24 · 53) = a1(24) + a1(53) = 2 + 5 = 7
a1(2,001) = 55
a1(2,002) = 33
a1(2,003) = 2003
a1(54,032,858,972,279) = 1238665
a1(54,032,858,972,302) = 1780410
a1(20,802,650,704,327,415) = 1238677

## Funções multiplicativas
Ver artigo principal Função multiplicativa.
A partir de qualquer função aditiva f(n) é fácil criar uma função multiplicativa relacionada g(n) i.e. com a propriedade de que sempre que a e b são co-primos tem-se que:
g(ab) = g(a) × g(b).
Um exemplo é g(n) = 2f(n).

## Referencias
1. ↑  Erdös, P., and M. Kac. On the Gaussian Law of Errors in the Theory of additive functions. Proc Natl Acad Sci USA. 1939 April; 25(4): 206–207. online
2. ↑  Janko Bračič, Kolobar aritmetičnih funkcij (Ring of arithmetical functions), (Obzornik mat, fiz. 49 (2002) 4, pp. 97–108)  (MSC (2000) 11A25)